# Šunkići Hamada
Šunkići Hamada (jap. pisanjem "Hamada Šunkići", 浜田駿吉) (prefektura Hjogo, Japan, 19. listopada 1910. — Šibuja, Tokio, Japan, 7. prosinca 2009.) je bivši japanski hokejaš na travi. Igrao je na mjestu vratara. 
Osvojio je srebrno odličje na hokejaškom turniru na Olimpijskim igrama 1932. u Los Angelesu. Odigrao je dva susreta i primio je 13 pogodaka.
Na Olimpijskim igrama u Berlinu 1936. je također igrao za Japan. Pobijedio je u dvjema utakmicama, a izgubio jednu. Japan nije prošao dalje. Hamada je odigrao sva tri susreta, a primio je 11 pogodaka.
Umro je 2009. u bolnici u Tokiju u 99. godini.

## Vanjske poveznice
- Profil na Database Olympics
- Profil na Sports Reference.com  Arhivirana inačica izvorne stranice od 11. listopada 2012. (Wayback Machine)
- (jap.) Osmrtnica  Arhivirana inačica izvorne stranice od 3. ožujka 2016. (Wayback Machine)